# Art Mollner
Art Mollner   (Saranac Lake, 20 de desembre de 1912 - Westlake Village, 16 de març de 1995) fou un jugador de bàsquet estatunidenc que va competir durant la dècada de 1930.
El 1936 va prendre part en els Jocs Olímpics de Berlín, on guanyà la medalla d'or en la competició de bàsquet.